# فقه الحدیث: مباحث نقل به معنا
فقه الحدیث: مباحث نقل به معنا کتابی از احمد پاکتچی است که در سال ۱۳۹۴ منتشر و در مراسم کتاب سال جمهوری اسلامی ایران به‌عنوان کتاب برگزیده معرفی شد.